# Les Amours auvergnates
 (mai 2021).
Si vous disposez d'ouvrages ou d'articles de référence ou si vous connaissez des sites web de qualité traitant du thème abordé ici, merci de compléter l'article en donnant les références utiles à sa vérifiabilité et en les liant à la section « Notes et références ».
Les Amours auvergnates est un roman policier français de Charles Exbrayat publié en 1968.

## Résumé

### Mise en place de l'intrigue
L'action se déroule à Aurillac.
François Lespiteau, clerc de notaire travaillant à l'étude de Me Parnac, est secrètement amoureux de Sonia, la deuxième femme de son patron. Cependant, tout le monde le croit épris de la fille Parnac. Bientôt, le frère de Me Parnac est tué. Il paraît s'être suicidé.

### Enquête et aventures
L'enquête révèle qu'il s'agit d'un meurtre. 
Les soupçons se portent naturellement vers Lespiteau, dont la victime connaissait les amours scandaleuses. Rapidement, Sonia Parnac manque d'être tuée à son tour.

### Dénouement
Le coupable se révèle finalement être le Dr Pérignac, le médecin qui examinait les corps (et qui a pu donc falsifier ses diagnostics), aidé de Sonia Parnac, sa maîtresse, qui a feint une tentative de meurtre sur elle-même.

## Particularité du roman
Ce roman se fonde sur le quiproquo : François Lespiteau aime Sonia Parnac, sa logeuse et Michèle Parnac se croient aimées de lui. À cause de ces malentendus, Lespiteau va souvent se trouver en fâcheuse posture.

## Personnages
- François Lespiteau, clerc de notaire
- Inspecteur Anthelme Lacaussade
- Commissaire Charles Challans[n 1]
- Me Albert Parnac
- Michèle, sa fille
- Sonia, sa seconde femme
- Désiré Parnac, son frère
- Antoine Remouillé, premier clerc
- Roger Vermelles
- Madeleine Moulézan
- Sophie Chermignac, logeuse de François Lespiteau
- Agathe Chambolle, servante chez les Parnac
- Dr Pérignac

## Éditions
- Librairie des Champs-Élysées, coll. « Le Masque » no 1001, 1968, réimpression 2002
- Éditions Corps 16, 1996